# Swezeyia pseudopallidicornis
Swezeyia pseudopallidicornis är en insektsart som först beskrevs av Frederick Arthur Godfrey Muir 1913.  Swezeyia pseudopallidicornis ingår i släktet Swezeyia och familjen Derbidae. Inga underarter finns listade i Catalogue of Life.